# Fyr & Flamme
A Fyr & Flamme (vagy Fyr og Flamme) egy dán együttes. Ők képviselik Dániát a 2021-es Eurovíziós Dalfesztiválon, Rotterdamban, a Øve os på hinanden című dalukkal.

## Tagok
- Jesper Groth, (1989–) színész, aki ismert a dániai Sygeplejeskolen (A nővérek iskolája) című televíziós sorozatából. Négy évig tanult a Nemzeti Előadóművészeti Főiskolán 2015-ig,
- Laurits Emanuel évek óta a The Grenadines együttes énekese.

## Diszkográfia

### Kislemezek
- 2020 	"Menneskeforbruger"
- 2020 	"Kamæleon"
- 2021 	"Øve os på hinanden"

## Fordítás
- Ez a szócikk részben vagy egészben  a   Fyr og Flamme című német Wikipédia-szócikk fordításán alapul.  Az eredeti cikk szerkesztőit annak laptörténete sorolja fel. Ez a jelzés csupán a megfogalmazás eredetét és a szerzői jogokat jelzi, nem szolgál a cikkben szereplő információk forrásmegjelöléseként.